# リバタリア
リバタリア（Libertalia）とは、キャプテン・チャールズ・ジョンソンによる海賊の伝記集『海賊史』の第二巻に登場する海賊のユートピアのことである。マダガスカル北部のアンツィラナナ（ディエゴ・スアレス）近郊に存在したと伝えられている。
リバタリアは18世紀フランス人の海賊ミッソンと修道士のカラチオーリによってマダガスカル島に建設された。当時の一般的な通念である奴隷制や専制主義などを否定し自由や平等、民主主義などの価値観を重視していた。
リバタリアのモットーは「神と自由のために」であり、ジョリー・ロジャーとは対照的な白い旗を使用していた。また、住人達は既存の人種区分を嫌悪し自らをリベリと称した。最終的にリバタリアは彼らを恐れたマダガスカルの先住民達により破壊されたという。
リバタリアについて記された史料は『海賊史』以外に存在せず、現代の研究者はリバタリアおよび創設者のミッソンは、ジョンソンによる創作だと考えている。

## 歴史

### 前史

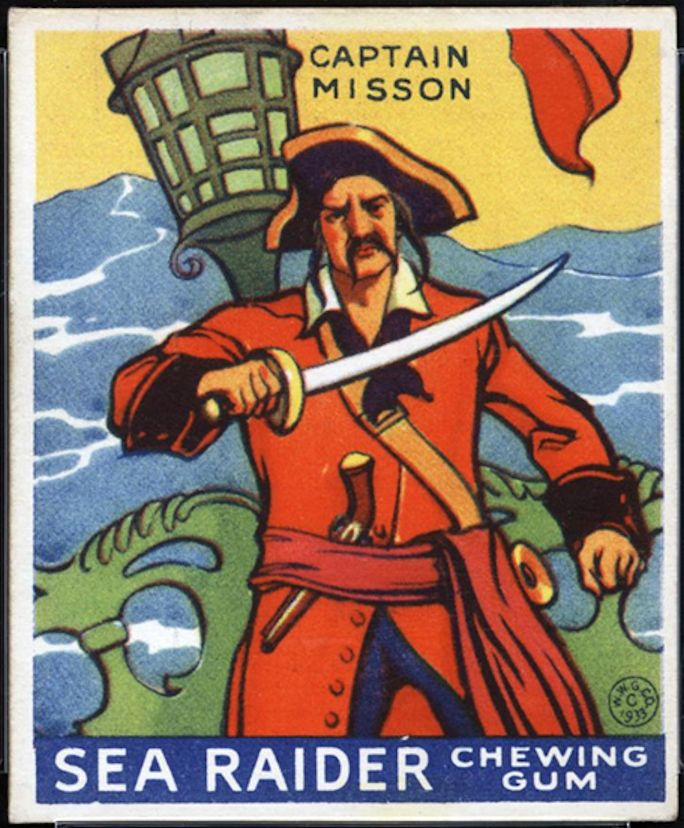
ミッソンの想像図 (1933年)

ミッソンはフランスのプロヴァンス地方出身で、幼少期から古典、論理学、数学などの分野で能力を発揮、進学したアカデミーでは軍事を学んだ。
卒業後銃士隊に入れたがる父親を説得して10代の頃に海軍に入隊、戦艦ヴィクトワールに配属される。任務中は航海術や造船などを熱心に学んだ。
ローマに旅行で立ち寄った際にドミニコ派の修道士シニョール・カラチオーリ（Signor Caraccioli）と出会い2人は意気投合。ヴィクトワール号にカラチオーリが乗り込むことになった。
その後、ミッソンは私掠船のトライアンフ号に乗り込んでイギリスの商船を捕獲しヴィクトワールに合流してから西インド諸島に向かった。航海中ミッソンはカラチオーリから思想的に多大な影響を受けた。
マルティニーク島沖ではイギリス軍艦ウィンチェスターに遭遇しこれと交戦、ヴィクトワールの船長が死亡したためミッソンが代わって指揮を取った。戦後カラチオーリはマルティニーク島に行って船を手放すより自由のためにヨーロッパ諸国と戦うべきだとミッソンに助言した。
カラチオーリに説得されたミッソンはヴィクトワールの乗組員を集めてスピーチを行い支持を受けて船長に就任した。ヴィクトワールの乗組員たちは新たなルールや旗を制定する必要があった。1人が旗のデザインに黒旗を提案したところ、カラチオーリが自分たちは自由のために戦うのであって、海賊とは異なる存在であるから白地に ｢神と自由のために｣ と刺繍された旗を掲げるように提案した。
旗のデザインが決定し亡くなった船長と船員の持ち物整理が始まった。整理中にミッソンが財産というのは本来共有されるべきもので、所有は人々を正しくない方向に導くと宣言したことで、回収された遺物は鍵付きの箱に入れられ、共有されることになった。

### 設立
アフリカ沿岸に向かったミッソンたちは黒人奴隷を輸送するオランダ船と遭遇してこれを捕獲した。オランダ船で奴隷を目の当たりにしたミッソンはヴィクトワールの船員に対して宗教や人種が異なるだけで人間は皆平等であると説き、自身は奴隷制度には加担しないと宣言した。
ジョハンナ島に辿り着いたミッソンは隣島の国モヒラとの戦争に介入した。また、ミッソンとカラチオーリはジョハンナ島の女と結婚して島にアジトを設けた。
ミッソンはマダガスカルのアンツィラナナの北にある湾から入って約10リーグ進んだところの左岸に港を見つけて上陸した。港の調査を終えたミッソンは、労働に耐えられなくなった人が住める居住地をこの地に建設すると決めた。計画を聞いた乗組員はミッソンを支持、ジョハンナ島からも人手を集めて居住地の建設を始めた。
ミッソンはこの土地をリバタリア、その住人をリベリと名付けた。彼はリバタリアの人々に、過去の出身国によるものではなく、リバタリア独自のデモニムを与えたかった:417｡

### 出会い

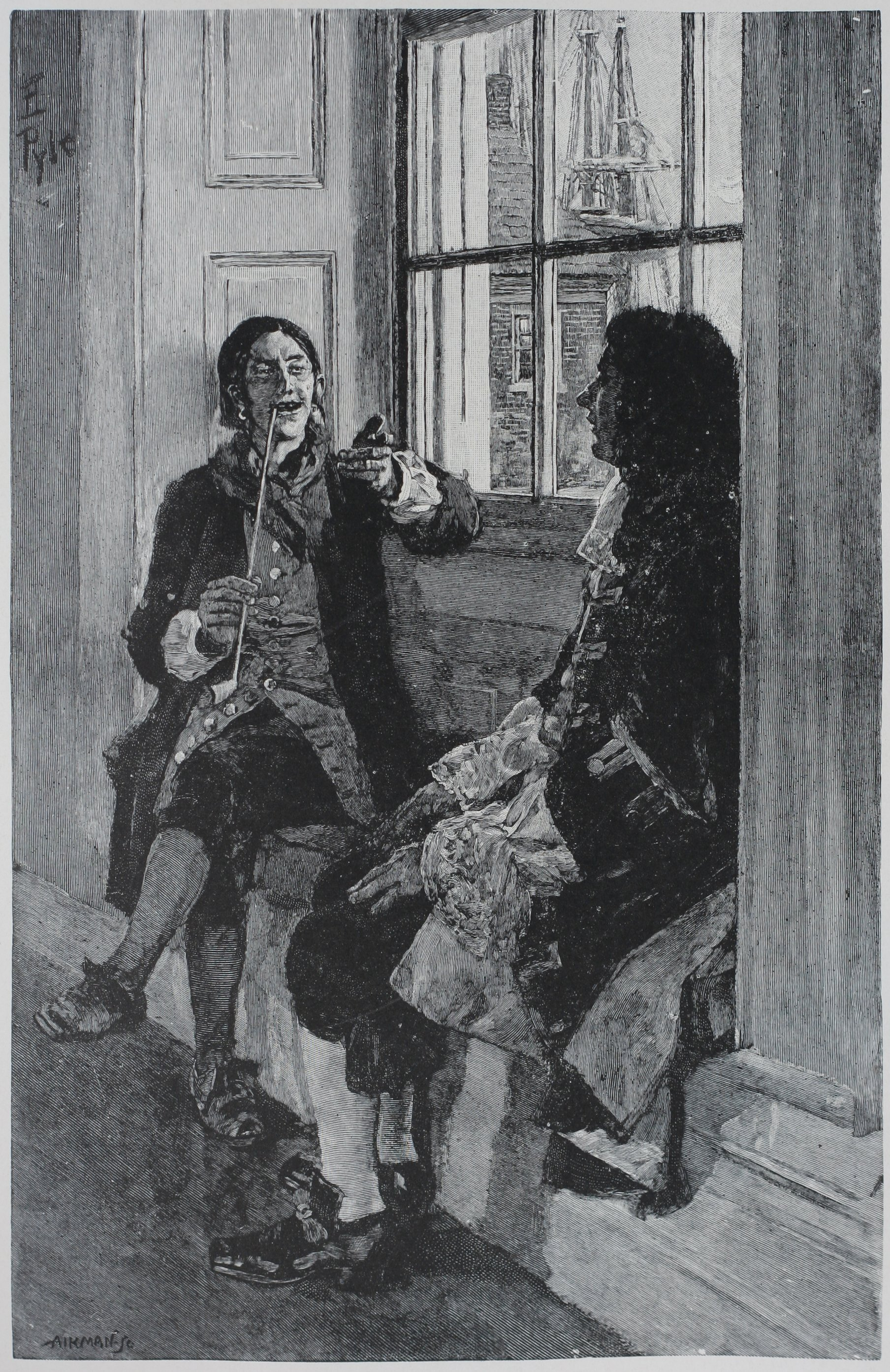
左:トマス・テュー (ハワード・パイルによる想像図、1894年作)

マダガスカル近海で海賊トマス・テューに出会ったミッソンはヴィクトワールで彼をもてなすこととなった。テューは船で聞いたミッソンの話に感銘を受けて船員にリバタリアに向かうように話した。
ミッソンはチャイルドフッドとリバティーの2隻を新たに建造してマダガスカル島の地図作りや解放した奴隷の訓練航海に使用した。4ヶ月後ミッソンとテューは2隻をそれぞれが指揮してフィーリクス沖にて巡礼に向かうムガル帝国の船を襲撃し無傷のまま船を制圧することに成功する。
議論の結果、捕らえた女、財宝、船をリバタリアに持って帰ることに決定、船に積み込まれていた大砲はリバタリアの砦に設置され防衛力の向上に役立った。
ある日、5隻のポルトガル軍艦がリバタリアを襲撃した。ポルトガル船は砦の攻撃で2隻が沈没し、残りは敗走したがミッソンが出した追撃部隊によって1隻が拿捕された。
後日このポルトガルとリバタリアの戦いはポルトガルの新聞リスボン・ガゼット誌に掲載された。イギリスではこの新聞記事に登場する海賊が当時マダガスカルのセント・マリー島に王国を築いて海賊王・皇帝として君臨していると噂されていたヘンリー・エイヴリーのことだと勘違いされた。
ミッソンとテューの乗組員の間で争いが起こったことで法律と政府を作ることになった。議論の結果、10人ずつに区切られたグループの中から1名の代表を選出して、その人間たちが法律を制定するという民主的な仕組みが出来上がった。
ミッソンは3年間の任期付きでリバタリアの大統領に相当する護民長官に選任され、カラチオーリは国務大臣、トマス・テューは海軍提督に就任した。

### 最期
テューはリバタリアの国民を増やすため昔の海賊仲間を探す旅に出た。テューは仲間が住む島に上陸してリバタリアに来るように持ち掛けたが断られ船に戻った。しかし、嵐の影響で島から出航することが出来ずテューは再び島に上陸、ヴィクトワールは嵐によって彼の部下と共に沈んでしまった。1ヶ月後、2隻のスループを率いたミッソンが島に姿を表し2人は再会を喜びあった。
ミッソンはテューにリバタリアがマダガスカル先住民に襲撃され、自身とカラチオーリも兵士に加勢し防衛に当たったが、敗北して住民が虐殺され、カラチオーリもその戦いで亡くなったため、自身は財宝を積んだスループで逃げてきたことを話した。ミッソンはヨーロッパにいる家族の元に帰るつもりだったが、テューはアメリカで財宝を換金することを勧めた。
スループ2隻の1隻にミッソンと仲間たちが、もう1隻にテューとその仲間が乗り込んだ。2人はギニア沿岸に向かったビジュー (ヴィクトワールの僚船) を追って航海を続けたが、インファンテス岬近海でミッソンが乗る船がハリケーンに襲われて彼はそこで命を落とした。
テューの船は嵐を避けて無事アメリカにたどり着いた。テューは財宝を換金して、しばらくは平和に暮らしていたが、昔の仲間から再び海賊のリーダーとして自分たちを率いてほしいと懇願され渋々これを承諾した。テューの海賊たちは紅海に行きムガル帝国の船を襲ったが反撃を受けてテューは命を落とした。
ジョンソンによればミッソンは自分の人生をフランス語の手記に書き記していたという。手記は生き残ったミッソンの部下が持っていたが、最終的にはジョンソンの手に渡って海賊史のミッソンに関する記述の情報源になった。

## 背景
リバタリアが生まれた18世紀大西洋の船乗りは劣悪な環境に置かれていた。
商船では低賃金で食べ物もなく、病気や事故にあって早死にすることも多い上に、暴力を振るわれることも日常茶飯事だった。対して海賊船では、船長の権限は抑制され、財宝も平等に分けられるなど、民主的な運営がなされていたことから、船乗りや海軍から海賊に転身する者も多かった。ジョンソンはこのような労働者たちの現実と夢を観察して、リバタリアというフィクションにしっかりと反映させている。 
ガブリエル・クーンはミッソンが民主主義者で奴隷制や死刑の廃止などを訴えていたことについて｢時代背景を考えると驚嘆に値する｣と評価している。 
歴史家で活動家のマーカス・レディカーは、リバタリアの海賊について下記のように説明している。 
These pirates who settled in Libertalia would be "vigilant Guardians of the People's Rights and Liberties"; they would stand as "Barriers against the Rich and Powerful" of their day. By waging war on behalf of "the Oppressed" against the "Oppressors," they would see that "Justice was equally distributed."

リバタリアに住み着いた海賊たちは、｢民衆の権利と自由を油断怠りなく守る者たち」となろうとし、彼らは、当時の「金持ちや権力者の行く手をさえぎる者」となるだろう。「虐げられた者」のために、「虐げる者たち」にたいして戦いを挑み、「正義が平等に分配される」ように計らうであろう。

リバタリアはジョンソンが理想的だが実現するのは難しいと考えた民主主義などをフィクションという形で表現したものであると考える研究者もいる。また、レディカーは身分の違いや労働が存在しない逸楽の国の言い伝えが古くから存在すること、古の船乗りは"選挙"や"委員会"などの民主的な制度を作り出していたことなどを挙げて、リバタリアへの影響を指摘している。
増田義郎はリバタリアが設立された18世紀はアメリカ独立戦争やフランス革命が起こった時代であり、自由を追い求める思想が実際に存在していても不思議ではないとする。
また、著名な海賊船長、ヘンリー・エイヴリーが海賊たちを率いてマダガスカルのセント・マリー島に民主的な共和国を建国したという伝説が以前から流布しており、この伝説がリバタリアやミッソンの物語に影響を与えたという分析がある。

## 位置
リバタリアはマダガスカル北部のアンツィラナナ湾に設立されたと伝えられている。しかし、現代の研究者たちは、リバタリアは実在した場所ではなく、フィクションの存在であったと考えている。
そもそも、アンツィラナナ湾は地理上の制約から食料の安定供給が難しく、実際に海賊が入植することはなかったことが明らかになっている。
ジャーナリストのKevin Rushbyは、海賊の子孫を見つけ出すためにこの一帯を探し回ったが、出会すことはできず、「他の人もチャレンジしては失敗している」と指摘した。
リバタリアの伝説に限らずマダガスカル島とその周辺には実際に海賊の入植地が存在した。フォール・ドーファンのアブラハム・サミュエル、セント・マリー島のアダム・ボールドリッジ、ランター湾のジェームズ・プランティン、これらは皆元海賊で、交易所や町を設立していた。
これらの場所は、その時代の公式文書や手紙に頻繁に登場するが、リバタリアは海賊史の第2巻だけにしか記載がない。歴史家のクリストファー・ヒルはリバタリアはランター湾にあったのではないかと指摘している。
ジョンソンは、リバタリアについて詳述している。リバタリアの港は左右にある砦で守られており、各砦にはポルトガル船から略奪した40門の砲が設置されていた。港を入って約半マイルの位置にはドックがある。街には木造の議事堂があり、国会が開かれていた。リバタリアは、最寄りの町から東南東に約13マイル離れた場所に位置していた。

## 批判
ジョンソンによる『リバタリア』は、完全なフィクション、作り話(apocryphal)として扱われてきた。
1932年、海賊研究家のフィリップ・ゴスはミッソンの実在を確かめる証拠は一切発見されてないと書いている。Benerson Littleはキッド船長のブレスト・ウィリアム号で反乱を起こしたウィリアム・メイズという海賊がミッソンのモデルになった可能性を指摘している。
また、トマス・テューが実際にマダガスカルを訪れた時期とリバタリアやミッソンが存在したとされる時期には10年のズレがある。
『海賊史』第二巻にはミッソンや他の幾人かのように架空と思われる人物が紹介されていることから、この書物全体を信頼出来ないと評価する学者も存在する。